# Ха-Го
Тип 95 (яп. 九五式軽戦車 кю:го-сики кэйсэнся, «Лёгкий танк типа 95») — японский лёгкий танк 1930-х годов. Также известен под кодовым названием «Ха-го» (яп. ハ号 ха-го:, «№3»). Разработан в 1933—1934 годах для сопровождения механизированных кавалерийских соединений. Серийно производился с 1936 по 1943 год, использовался во Второй японо-китайской войне и был, наряду со средним «Чи-Ха», основным японским танком Второй мировой войны. Являясь довольно удачной конструкцией для середины 1930-х годов, в ходе войны безнадёжно устарел, однако нехватка бронетехники вынудила японцев использовать его до самого конца Второй мировой на всех театрах военных действий.

## История создания

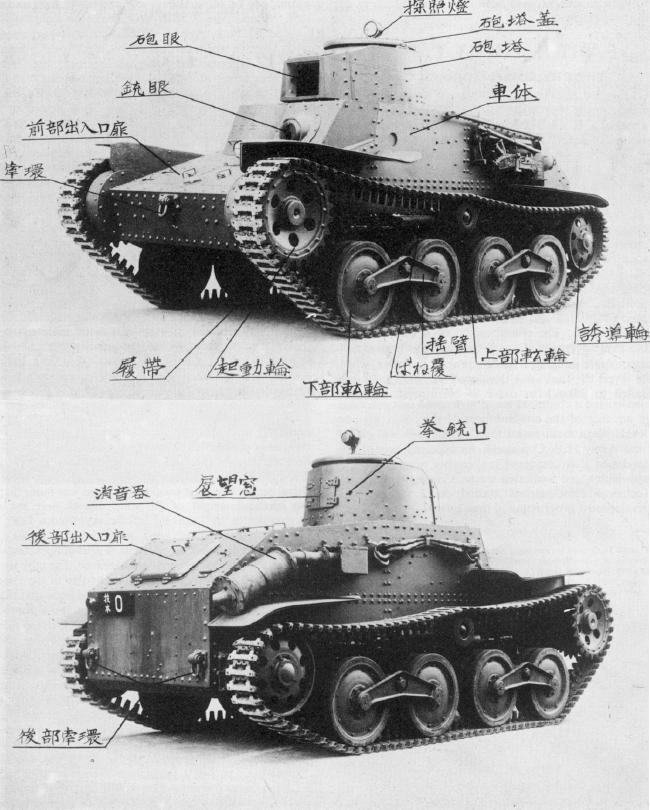
Первый прототип «Ха-Го»

Ещё с начала 1920-х годов японцы занимались разработкой бронетехники для сопровождения кавалерийских подразделений, основным требованием для которой являлась высокая мобильность и проходимость. Опыты с полугусеничными танками показали, что несмотря на повышение проходимости по сравнению с бронеавтомобилями, требованиям кавалерии они всё равно не удовлетворяли. После того, как испытания закупленных в 1924 году во Франции танков «Сен-Шамон» с колёсно-гусеничным движителем показали непрактичность подобной конструкции, было решено разрабатывать чисто гусеничные машины. Первым таким танком на вооружении кавалерии стал малый танк Тип 92, но его состоявшее из пулемётов вооружение и броня, не дававшая надёжной защиты даже от винтовочных пуль, усугублённые множеством конструктивных недочётов, не удовлетворяли военных. При этом, стоявшие на вооружении пехоты танки Тип 89 с максимальной скоростью в 25 км/ч совершенно не удовлетворяли требованиям кавалерии к подвижности и проходимости. В результате, в июле 1933 года было выдано техническое задание на танк массой 7 тонн, способный развивать скорость в 40 км/ч, вооружённый 37-мм пушкой во вращающейся башне и пулемётом в лобовом листе корпуса, и защищённый 12-мм бронёй. Основным заказчиком будущего танка выступала кавалерия, хотя пехота также планировала использовать его.
Заказ на разработку танка был выдан фирме «Мицубиси» в 1933 году и уже в июне 1934 года фирмой был представлен первый прототип. В ходе его всесторонних испытаний были отмечены максимальная скорость в 43 км/ч, запас хода в 250 км, а также высокая надёжность и проходимость машины. Поскольку 7,5-тонный прототип был на полтонны тяжелее, чем предусматривало техническое задание, он был серьёзно переработан, что позволило снизить массу до 6,5 тонн, повысив при этом скорость до 45 км/ч.
Хотя представители пехоты, также намеревавшиеся использовать «Ха-Го», указывали на недостаточные для пехотного танка вооружение и особенно броню, представителей кавалерии вполне устраивала скорость и вооружение новой машины, а недостаточная защита была сочтена оправданной жертвой. В результате, с учётом высоких характеристик танка и под давлением запросов из кавалерии на новую технику, высшее командование одобрило новую машину. В июне — ноябре 1935 года был построен второй прототип, модернизированный с учётом войсковых испытаний первого образца. Изменённая ходовая часть включала в себя по два поддерживающих ролика с каждой стороны вместо одного, а башня получила командирскую башенку на крыше и дополнительный пулемёт справа в кормовой части. Впоследствии, для увеличения внутреннего пространства танк получил развитые надгусеничные ниши и в таком виде был в том же году после испытаний принят на вооружение под обозначением «Тип 2595 Ке-Го» («пятый лёгкий»). В войсках было более распространено название «Кю-Го» (яп. 九五), «девять-пять». По официальной классификации танк именовался «Кей-Го» (яп. 軽五), «лёгкий пятый», но данное название широко не использовалось.

## Производство
Танки «Ха-Го» серийно производились с 1936 до 1943 года, но на предприятиях «Мицубиси» танки этой модели, в том числе варианта «Ке-Ну», продолжали в незначительных количествах выпускаться до самого конца войны. Помимо самой «Мицубиси», производством «Ха-Го» занимались «Ниигата Тэккосё», «Кобэ Сэйкосё», «Дова Дзидося» и арсенал Кокура («Кокура Рикугун Дзёхэйсё»). В 1935—1938 годах танк производился малыми сериями, массовое производство его началось только в 1939 году, после окончания активных боевых действий в Китае. Несмотря на появление в 1938 году значительно более совершенного лёгкого танка «Ке-Ни», он так и не сумел заменить «Ха-Го» на сборочных линиях, поступив в производство только в 1942 году и до конца войны выпускаясь мелкими сериями. Такая ситуация была вызвана отсутствием у армейского командования стремления вооружить войска лучшим из доступного, поскольку надёжность «Ха-Го» не вызывала нареканий со стороны использовавших его войск, а также нежеланием иметь на вооружении несколько типов лёгкого танка.
Данные о количестве выпущенных машин сильно разнятся. По данным японских источников, выпуск составил до 2378 машин, в то время как в европейских работах, в основном базирующихся на послевоенных американских источниках, приводится цифра в 1161 выпущенный танк. Несмотря на официальное снятие с вооружения в 1943 году, реально «Ха-Го» использовались до самой капитуляции Японии, в том числе из-за крайнего снижения боевой ценности к 1944 году, в качестве учебных машин. Стоимость производства одного танка составляла около ¥98 тыс.
| Выпуск танков «Ха-Го» | Выпуск танков «Ха-Го» | Выпуск танков «Ха-Го» |
| --------------------- | --------------------- | --------------------- |
| год                   | по европейским данным | по японским данным    |
| 1934                  | 1                     | 1                     |
| 1935                  | 3                     | 3                     |
| 1936                  | 30                    | 30                    |
| 1937                  | 55                    | 80                    |
| 1938                  | 50                    | 53                    |
| 1939                  | 62                    | 115                   |
| 1940                  | 163                   | 422                   |
| 1941                  | 318                   | 685                   |
| 1942                  | 264                   | 725                   |
| 1943                  | 201                   | 234                   |
| 1944                  | н/д                   | н/д                   |
| 1945                  | н/д                   | н/д                   |
| Всего                 | 1161                  | 2378                  |

## Описание конструкции
Компоновка танка с задним расположением двигателя и передним — агрегатов трансмиссии. Отделение управления объединено с боевым. Экипаж состоял из трёх человек — механика-водителя; техника-стрелка, обслуживавшего двигатель и ведшего огонь из пулемёта, а на машинах с радиостанцией осуществлявшего также функции радиста; и командира, выполнявшего также функции наводчика-заряжающего.
На большинстве танков внешняя связь осуществлялась с помощью сигнальных флажков, лишь на командирские машины устанавливались радиостанции с поручневой антенной. В конце войны на некоторые «Ха-Го» стали устанавливать коротковолновые радиостанции со штыревой антенной.

### Броневой корпус и башня

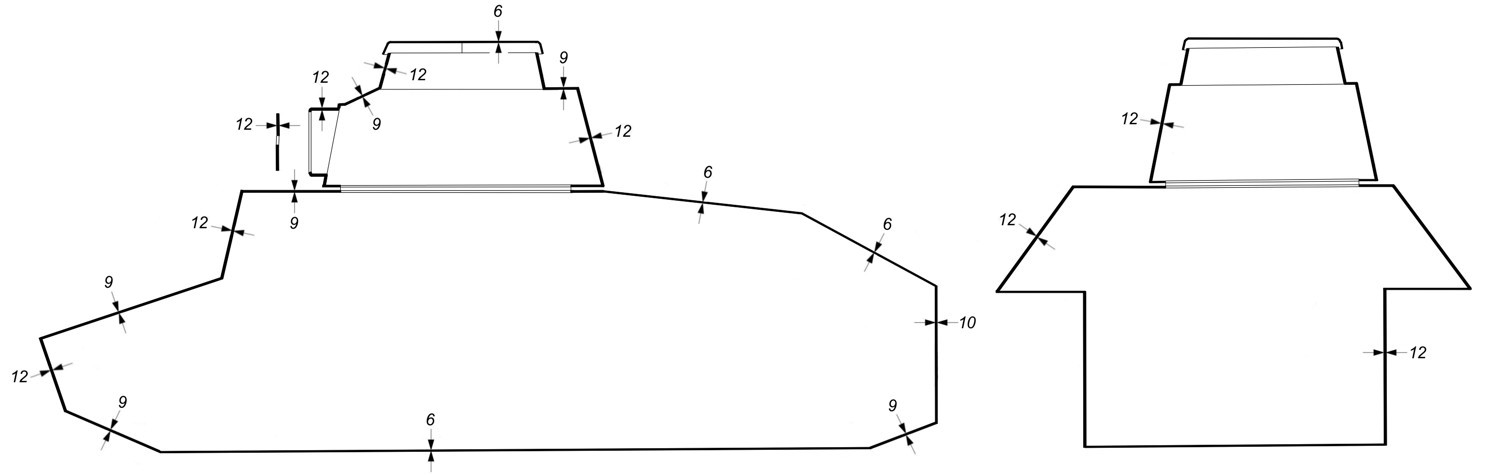
Схема бронирования танка «Ха-Го»

Корпус и башня танка собирались из катаных поверхностно закалённых броневых листов на каркасе из подкладных полосок и уголков, в основном при помощи болтов и заклёпок с пулестойкими головками, в некоторых участках башни и краёв корпуса — при помощи сварки. С внутренней стороны корпуса для минимальной защиты экипажа от сколов брони, а также от ожогов о нагретую броню и ударов при сотрясении машины, устанавливались асбестовые подкладки. Толщина вертикальных листов корпуса и башни составляла 12 мм, крыши и днища танка — от 6 до 9 мм. Посадка и высадка механика-водителя осуществлялась через переднюю часть его рубки, откидывавшуюся на петлях кверху. В левом борту корпуса и башни размещались закрывавшиеся заслонками бойницы для стрельбы из личного оружия. Также по всему корпусу размещались многочисленные лючки, служившие для облегчения доступа к агрегатам двигателя и трансмиссии при ремонте.
Одноместная башня танка была слегка смещена влево относительно продольной оси машины для того, чтобы высвободить место для механика-водителя. Её вращение осуществлялось вручную при помощи специального плечевого упора. На крыше командирской башенки размещался двухстворчатый люк, через который осуществлялась посадка и высадка командира и техника-стрелка. Единственными средствами наблюдения в бою служили смотровые щели, не закрытые бронестёклами.

### Вооружение
Основным вооружением танка являлась 37-мм танковая пушка Тип 94. Длина ствола орудия — 36,7 калибров, полная длина орудия — 1587 мм, масса — 138 кг. Его бронебойный снаряд массой 0,67 кг при начальной скорости 575 м/с на дистанции 300 м пробивал 35 мм брони при угле встречи 90°. Пушка оснащалась полуавтоматическим вертикальным клиновым затвором, противооткатные механизмы состояли из гидравлического тормоза отката с пружинным накатником.
Пушка крепилась в башне на вертикальных и горизонтальных цапфах, что позволяло её качание как в вертикальной, так и в горизонтальной (в пределах ±10 градусов) плоскости, таким образом, грубая наводка осуществлялась поворотом башни, а точная — поворотом пушки. Какие-либо механизмы вертикальной наводки отсутствовали, наведение пушки на цель осуществлялось при помощи специального плечевого упора. Боекомплект орудия составлял 75 унитарных бронебойных и осколочно-фугасных выстрелов. Укладка для боекомплекта размещалась в башне, но в некоторых танках боекомплект располагался справа от водителя.
В 1938 году танки «Ха-Го» были перевооружены 37-мм пушками Тип 97, которые имели более высокую начальную скорость снаряда — 675 м/с.
Помимо пушки, вооружение танка составляли два 6,5-мм пулемёта Тип 91, являвшиеся танковым вариантом пулемёта Тип 11. С 1938 года, в связи со сменой ружейно-пулемётного калибра в японской армии, они заменялись на 7,7-мм пулемёты Тип 97. Один пулемёт размещался справа в корме башни, другой устанавливался в выступающей рубке в передней части корпуса. Установка пулемётов в литературе часто называется шаровой, но на самом деле пулемёты устанавливались на вертикальных и горизонтальных цапфах, прикрытых шаровым щитом. Такие установки позволяли наводку пулемёта в пределах ±35 градусов в горизонтальной плоскости и ±25 градусов в вертикальной. Пулемёты снабжались оптическими прицелами с пятикратным увеличением, выступающая часть ствола закрывалась бронекожухом. На некоторых танках устанавливался дополнительный зенитный пулемёт Тип 91 или Тип 97, крепившийся на деревянной скобе или металлическом кронштейне на крыше башни, правее командирской башенки. Стандартный боекомплект составлял 3300 патронов в магазинах по 50 (для пулемётов Тип 91) или 30 (Тип 97) патронов.
В ходе войны на танки также начали устанавливать дымовые гранатомёты Тип 99, крепившиеся в количестве от одного до четырёх в верхней части башни.

### Двигатель и трансмиссия
На танках «Ха-Го» устанавливался рядный 6-цилиндровый двухтактный дизель «Мицубиси» NVD 6120 воздушного охлаждения с нормальной мощностью 110 л. с. (максимальная — 120 л. с.), ранее уже опробованный на среднем танке Тип 89. Двигатель отличался хорошей надёжностью, даже при работе при низких температурах.
Трансмиссия состояла из редуктора, четырёхступенчатой коробки переключения передач, карданного вала, соединённого коническими шестернями с валами бортовых фрикционов, и одноступенчатых бортовых редукторов.

### Ходовая часть

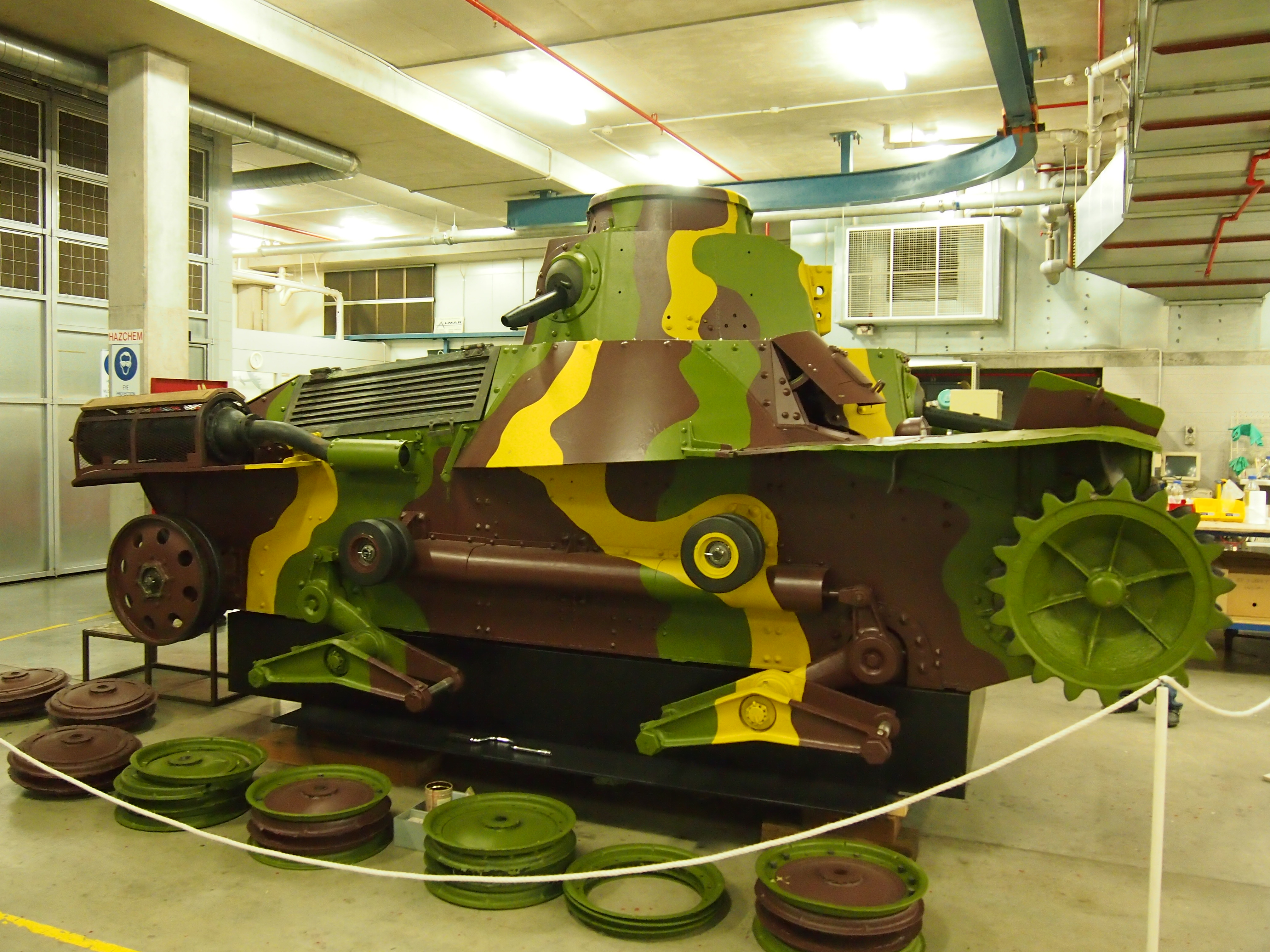
Ха-Го со снятыми опорными катками во время реставрации в Австралии

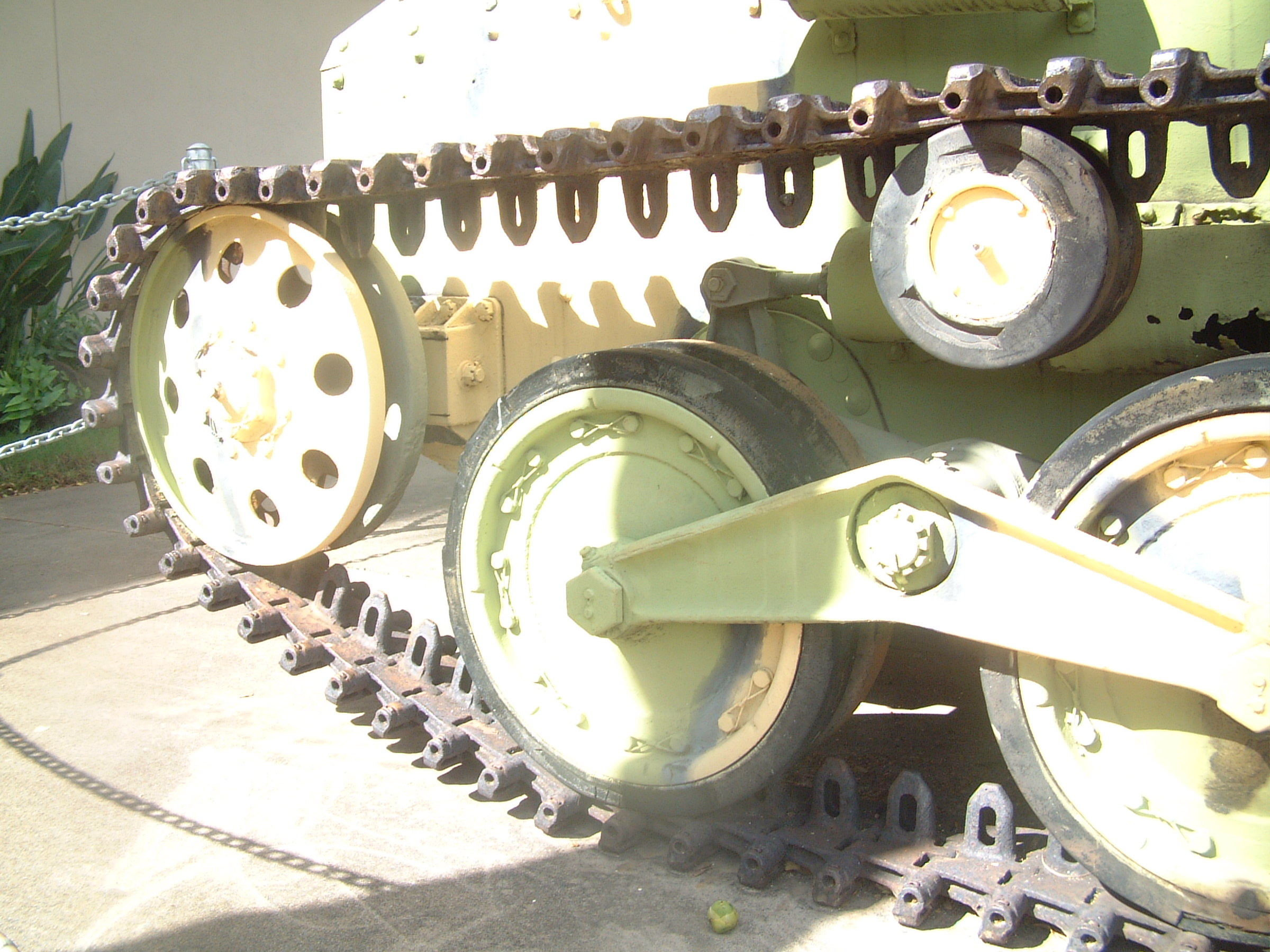
Ходовая часть танка «Ха-Го»

Ходовая часть танка выполнялась по стандартной для японских танков конструкции, разработанной Т. Хара. Четыре опорных катка с каждой стороны корпуса были сгруппированы по два на качающихся балансирах, при помощи системы из Г-образных рычагов и тяг соединённых с цилиндрическими спиральными пружинами, укрытыми в горизонтальных трубах по бокам корпуса. Несмотря на удачную конструкцию такой подвески, отсутствие амортизаторов сводило на нет большинство её достоинств, делая практически невозможной прицельную стрельбу с хода и сильно затрудняя стрельбу с коротких остановок из-за значительных продолжительных продольных колебаний.
Некоторое количество «Ха-Го», специально выпущенных для эксплуатации в Маньчжурии, имели модифицированную ходовую часть, отличавшуюся добавлением опорного ролика малого диаметра между каждой парой опорных катков. Это было сделано после того, как в ходе эксплуатации первых серийных танков выяснилось, что при наезде танка на неровность, её гребень попадал между опорными катками и вызывал повышенную нагрузку на подвеску, приводившую к её преждевременному выходу из строя.
Ведущие катки — передние, зацепление гусениц — цевочное. Гусеницы стальные мелкозвенчатые, с открытым шарниром и одним гребнем, каждая из 97 траков с шагом 95 мм и шириной 250 мм.

## Модификации
Серийные «Ха-Го» чётких модификаций не имели, незначительные различия в конструкции выпускавшихся машин больше зависели от завода-производителя. Но имелась модификация ходовой под условия ведения войны для Маньчжурии - более подробная информация об этом указана в разделе "Описание конструкции".

## Машины на базе «Ха-Го»

### Серийные

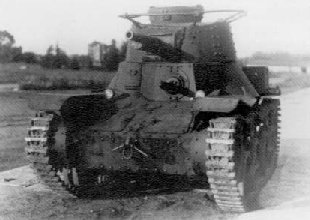
Танк артиллерийской поддержки «Ке-Ну», созданный на базе «Ха-Го»

#### Тип 4, «Ке-Ну»
В ходе войны «Ха-Го» часто приходилось выполнять роль танка поддержки пехоты, но недостаточная для этой роли мощность 37-мм пушки заставила искать возможности для повышения огневой мощи танка. «Ке-Ну», мелкосерийное производство которого началось в 1944 году, представлял собой «Ха-Го» с установленной на него двухместной башней «Чи-Ха» с 57-мм пушкой Тип 97. В состав экипажа добавился заряжающий, что позволило командиру выполнять свои обязанности, не отвлекаясь на обслуживание орудия.

#### Тип 2, «Ка-Ми»
Плавающий танк, созданный на основе «Ха-Го», принятый на вооружение в 1941 году. В 1942—1945 годах выпустили около 180 экземпляров этой машины, ставшей наиболее удачным японским плавающим танком Второй мировой.

#### «Со-То»
Производившаяся с 1940 года малой серией импровизированная противотанковая САУ, представлявшая собой «Ха-Го» без башни и с модифицированной верхней частью корпуса, на который ставилась вместе со всем лафетом 37-мм противотанковая пушка Тип 94, прикрытая противопульным щитом.

### Прототипы

#### Тип 3, «Ке-Ри»
Предшественник «Ке-Ну», разработанный в 1942 году с целью повышения огневой мощи линейного танка, отличался от серийной машины заменой в стандартной башне 37-мм пушки на короткоствольную 57-мм пушку Тип 97, аналогичную орудию танков «Чи-Ха» ранних выпусков. Рабочий объём башни сократился в результате настолько, что командиру стало почти невозможно выполнять свои обязанности, поэтому в серию машина не пошла.

#### Тип 99, «Ка-Хо»
Прототип плавающего танка, построенный в 1939 году. Эта конструкция, полученная установкой на серийный танк специальных поплавков по всему периметру машины и дополнительного внешнего двигателя, оказалась крайне неудачной и в серию не пошла.

#### «Ха-Го» с башней танка «Ке-Ни»
Экспериментальный образец с двухместной башней лёгкого танка Тип 98 «Ке-Ни», с 37-мм пушкой Тип 100 с длиной ствола 45,9 калибров. В серию не пошёл, так как серьёзных преимуществ перед обычным «Ха-Го» у этой машины не было.

#### Тип 5, «Хо-То»
Прототип самоходной установки, созданный в 1945 году на базе «Ха-Го». В открытой сверху и сзади клёпано-сварной рубке, собранной из 8-мм листов на месте башни, устанавливалась 120-мм гаубица Тип 38. Из-за тесноты боевого отделения и производственных трудностей до конца войны так и не удалось запустить этот образец в серию.

#### Тип 5, «Хо-Ру»
Прототип истребителя танков, созданный в 1945 году на военном арсенале в Сагами. В низкой, открытой сзади рубке устанавливалась 47-мм пушка Тип 1, аналогичная орудию танков «Шинхото Чи-Ха». Звёздочка ведущего колеса была заменена колесом с зацеплением за гребни гусеницы, а ширина самих гусениц увеличилась до 350 мм.

## Организационно-штатная структура
Во второй половине 1930-х, по штатному расписанию в состав танкового полка входили:
- Штабная рота с танковым взводом (5 средних танков Тип 89)
- Четыре роты средних танков по три взвода в каждой (60 танков)
- Резервная рота лёгких танков (15 танков)
- Разведывательный взвод (5 малых танков Тип 94)

На практике, из-за нехватки средних танков существовали как полки, вооружённые танками Тип 89, так и полки, в которых в роли средних танков стояли «Ха-Го». Организационная структура танковых подразделений постоянно изменялась, к 1941 году рота средних танков стала состоять из трёх взводов средних танков по 5 танков в каждом и взвода лёгких танков из 4 машин. На практике же, состав полка мог быть самым разнообразным, поскольку штатное расписание не соблюдалось никогда. Все японские танковые полки были в разной степени недоукомплектованы, встречались как перевооружённые новыми средними танками «Чи-Ха», так и сохранявшие старые машины Тип 89 или укомплектованные полностью «Ха-Го» полки.
В кавалерийских бригадах «Ха-Го» входили в состав лёгких танковых батальонов, включавших в себя две роты лёгких танков (33 танка) и резервный танковый взвод из 6 танков. Также по одной роте танков (9 машин) имелось в составе пехотных дивизий и дивизий морской пехоты.

## Боевое применение

### Китай
Первые танки «Ха-Го» ещё в 1935 году поступили на вооружение 4-го танкового полка смешанной механизированной бригады Квантунской армии. После испытания в феврале 1935 танковых рот на возможность ведения боевых действий в зимних условиях, давших неудовлетворительные результаты, все имеющиеся бронетанковые силы были переброшены в центральный Китай. В боях против малочисленной и слабо организованной китайской бронетехники в 1937—1938 годах чем-либо особым малочисленные танки «Ха-Го», как, впрочем, и остальные бронетанковые войска, себя не проявили.

### Монголия

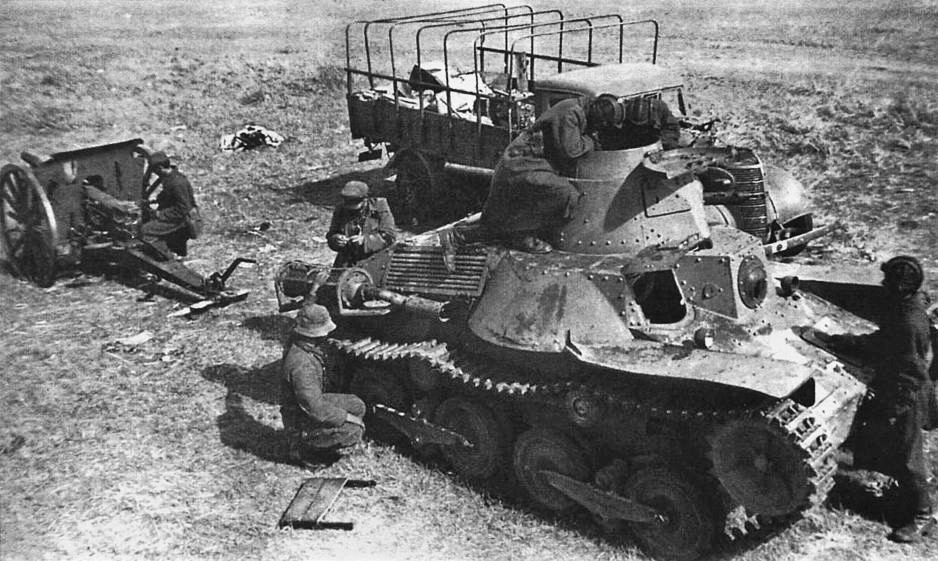
«Ха-Го», захваченный советскими войсками после боёв на Халхин-Голе

Первым серьёзным боевым испытанием для танков «Ха-Го» стало столкновение Квантунской армии с советскими войсками в районе реки Халхин-Гол в 1939 году. Механизированная бригада в составе 3-го и 4-го танковых полков имела в своём составе 35 танков типа «Ха-Го», организованных в три линейных и одну резервную роту в составе 4-го танкового полка.
Один «Ха-Го» был потерян 30 июня от огня 45-мм противотанковой пушки ещё на пути к месту боевых действий. Вечером 2 июля, 3-й танковый полк при поддержке 4-го танкового полка перешёл в наступление на советские позиции. Танковые части наступали без поддержки пехоты и чётких инструкций, но очаговая советская оборона на участке атаки позволила поначалу быстро и с небольшими потерями прорвать её. На этом успехи японских бронетанковых сил закончились, уже 3 июля при атаке на советские подразделения на восточном берегу реки японские танки были встречены огнём артиллерии, танков БТ-5 и бронеавтомобилей БА-10, что привело к полному разгрому 3-го танкового полка и потере 41 машины из 44 введённых в бой, в том числе нескольких «Ха-Го», один из которых был захвачен советскими войсками. Со стороны Красной Армии потери составили всего три БТ-5. Первые же столкновения показали низкие противотанковые качества японских танковых орудий, что позволило вооружённым более мощными и дальнобойными пушками БТ расстреливать японские машины с дальних дистанций.

### Малайя и Сингапур
В японском наступлении на Сингапур принимали участие 85 танков «Ха-Го» в составе 1-го, 6-го и 14-го танковых полков 25-й японской армии. Именно в этой операции ярче всего проявилась специфика подготовки и организации японских танковых войск. С севера, со стороны суши, Сингапур, как полагали британцы, был защищён горами и плотными джунглями от серьёзного нападения, тем более с использованием танков. Но японцы ещё с конца 1930-х исследовали возможности ведения боевых действий танковых подразделений в джунглях Малайского полуострова и пришли к выводу о возможности успешного продвижения сухопутных сил по имеющимся там дорогам. 8 декабря 1941 года японский десант высадился на побережье Малайского полуострова в районе Малакки, и вскоре начал своё продвижение к Сингапуру. Хотя пересечённая местность и затрудняла действия машин, но всё же танки, причём не только лёгкие «Ха-Го», «Те-Ке» и Тип 94, но даже средние «Чи-Ха», сопровождаемые велопехотой, уверенно продвигались колоннами по редким дорогам. При этом танки использовались ещё и как транспортное средство для грузов, которые не могли везти пехотинцы.
Сингапур обладал мощными укреплениями, но все они были обращены в сторону моря. Японские же войска нанесли удар со стороны суши, застав британцев врасплох. Потери танков были незначительны из-за господства японской авиации в воздухе и нехватки у противника противотанковых средств. Наиболее интенсивные танковые бои проходили 7 января 1942 года, но в целом малочисленные британские танки, представленные в основном танкетками, не могли оказать серьёзного сопротивления. Уже 15 февраля британские войска капитулировали. В целом наступление на Сингапур явилось одной из самых эффективных операций японских бронетанковых войск.

### Бирма
Для поддержки японского наступления в Бирме, в апреле 1942 года были переброшены 1-й, 2-й и 14-й танковые полки, имевшие на вооружении танки «Ха-Го». В Бирме противниками японских танков стали M3 «Стюарт» американского производства, британские малые танки Mk VI и китайские Т-26 советского производства. Собственно танковые бои, несмотря на наличие танков у обеих сторон, были очень редки, но даже эти эпизодические стычки показали слабость вооружения «Ха-Го», даже по сравнению с длинноствольными 37-мм пушками «Стюартов», и брони, на ближних дистанциях уязвимой даже для огня крупнокалиберных пулемётов Mk VI. В основном танки использовались командованием для поддержки пехоты как в наступлении, так и в обороне.

### Острова Тихого океана

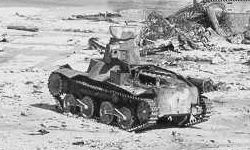
«Ха-Го» в боях на атолле Тарава

52 танка «Ха-Го» составляли основную силу 14-й армии при вторжении на Филиппины и активно применялись в ходе боевых действий с первых столкновений 22 декабря 1941 года и до последних, 7 апреля 1942 года. Танки обычно возглавляли атаки пехоты, иногда совершая быстрые броски к объектам, уже захваченным пехотой с целью окончательно сломить сопротивление врага. 22 декабря произошло первое на этом участке военных действий танковое сражение, в ходе которого «Ха-Го» 4-го танкового полка разбили противостоявшие им M3 «Стюарт» 192-го отдельного танкового батальона армии США. Бронетанковые силы сыграли большую роль в захвате Филиппин, во многом благодаря нехватке у американцев противотанкового вооружения.
В июне 1942 года с участием танков «Ха-Го» был высажен японский десант на Алеутские острова. Небольшое количество «Ха-Го» принимало участие в боях за остров Гуадалканал, где в октябре 1942 они понесли тяжёлые потери.
Несколько танков было высажено с моря во время штурма японцами города Порт-Морсби на Новой Гвинее. Из-за тропического ливня танки застряли в песке, были брошены либо подбиты, а пехота была уничтожена превосходившими силами австралийцев.
14 танков «Ха-Го» в составе 6-го и 7-го специальных десантных отрядов морской пехоты принимали участие в обороне островов Гилберта в ноябре 1943 года, где они впервые столкнулись с новыми американскими танками M4 «Шерман». Один «Ха-Го», вступив в бой с «Шерманом», сумел поначалу заклинить снарядом башню (по другим данным — повредить пушку) последнего, но «Шерман», воспользовавшись своим четырёхкратным преимуществом в массе, попросту таранил японский танк и вывел его из строя. Пользуясь своим почти непробиваемым для пушки «Ха-Го» бронированием, «Шерманы» обычно безнаказанно расстреливали японскую бронетехнику. После захвата островов Гилберта американцами, в феврале 1944 года 9 «Ха-Го» принимали участие в обороне Маршалловых островов, где были быстро уничтожены пушками «Шерманов».
Появление на поле боя «Шерманов» сразу сделало безнадёжно устаревшим «Ха-Го», как, впрочем, и остальные японские танки, которые к 1944 году стали неизменно нести тяжелейшие потери в практически любом столкновении с гораздо более совершенной техникой противника.

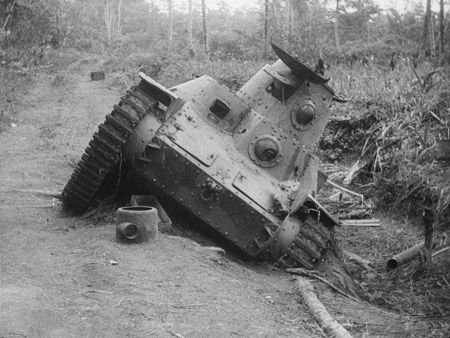
«Ха-Го», подбитый австралийскими войсками на Новой Гвинее

Несколько «Ха-Го» в составе танковой группы 36-й пехотной дивизии принимали участие в обороне Новой Гвинеи в 1944 году, но использование танков с обеих сторон было довольно вялым. Единственное танковое сражение произошло 3 июля, когда два «Ха-Го», охранявших аэродром Виске, вступили в бой с двумя американскими плавающими танками LVT, вскоре уничтожив один из них и обратив в бегство другой.
На Марианских островах, являвшимися важным стратегическим звеном в системе обороны Японии, были сосредоточены значительные по японским меркам бронетанковые силы 9-го танкового полка, в том числе 58 танков «Ха-Го». Большая их часть была потеряна 15—17 июня в отчаянных, но безрезультатных контратаках японцев против высадившихся на острове Сайпан американских войск. Уже к концу июня японцы потеряли большую часть своих танков, практически бесполезных против многочисленных «Шерманов» и «Стюартов» M5, поддерживаемых огнём противотанковой артиллерии.
«Ха-Го» принимали участие в обороне 15—16 сентября острова Пелелиу, где 15 или 16 машин этого типа из состава танковой роты 14-й пехотной дивизии пошли в контратаку против высадившихся американских сил. Танки двигались с десантом на броне на максимальной скорости, но в быстрой и ожесточённой схватке были вместе с десантом полностью уничтожены американцами, ведшими яростный обстрел фугасными снарядами из пушек «Шерманов» и лёгких гаубиц.

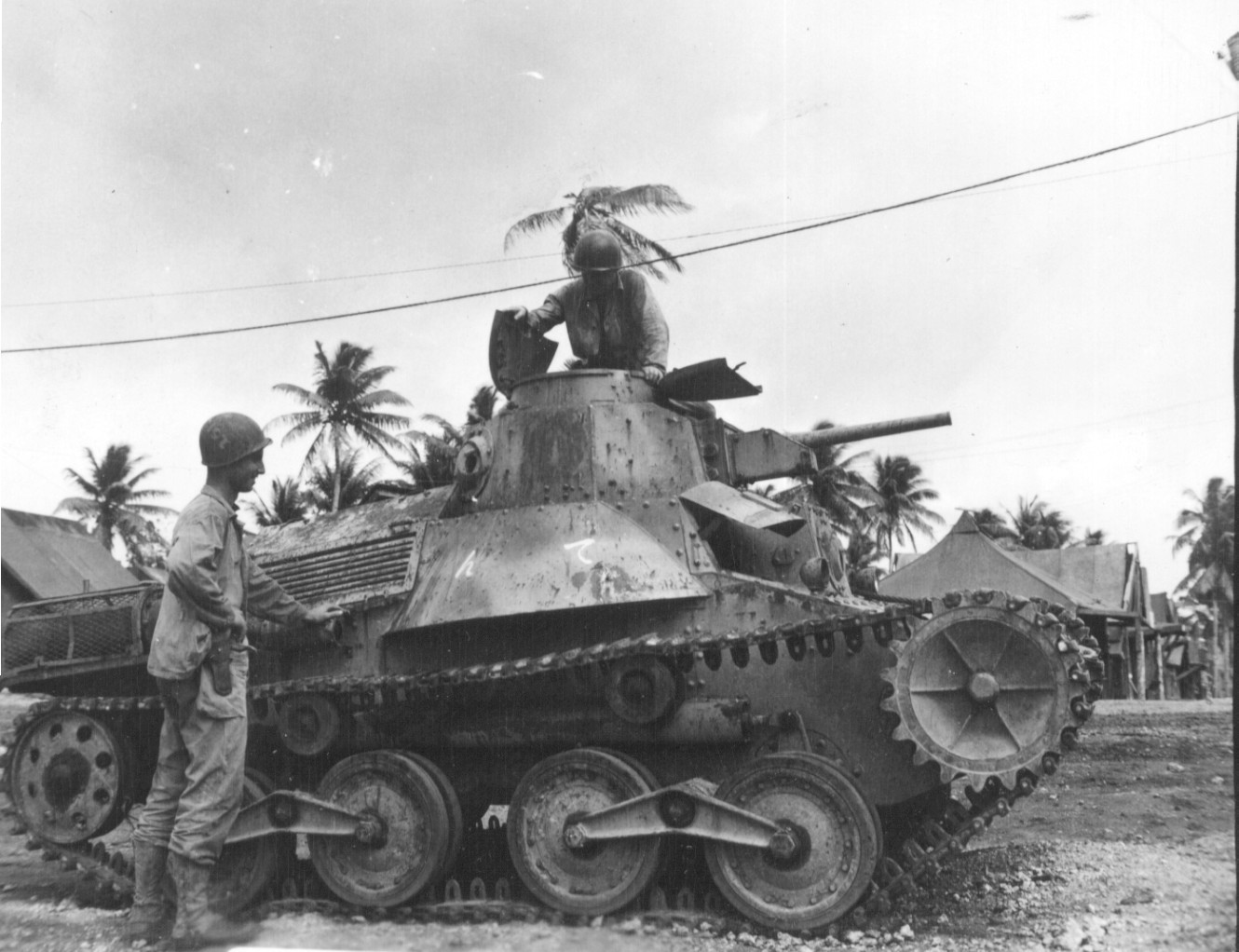
«Ха-Го», захваченный американскими войсками на острове Иводзима.

Около 20 «Ха-Го» применялось японцами при обороне Филиппин в октябре 1944 — марте 1945 года, где практически все они были потеряны в боях против имеющего подавляющее как количественное, так и качественное превосходство противника. Одни из последних уцелевших на Филиппинах машин использовались в самоубийственной атаке, когда два танка, «Ха-Го» и «Чи-Ха», загружённые взрывчаткой, на полном ходу таранили колонну «Шерманов».
Последними сражениями для японских танков на Тихом океане стали сражения за острова Иводзима и Окинава в 1945 году. На Иводзиме размещался 26-й танковый полк, имевший в своём составе 17 танков «Ха-Го». Большая часть японских танков использовалась в качестве стационарных окопанных огневых точек в безуспешных попытках придать им хоть какую-то боеспособность против превосходящих американских сил. Немногочисленные контратаки танков против высадившихся американцев в феврале 1945 с лёгкостью отражались «Шерманами» и огнём «базук»..
По схожему сценарию события развивались на Окинаве, где в боях принимали участие 13 «Ха-Го» 27-го танкового полка. Большая часть японских танков была уничтожена в контратаках к маю 1945 года, но впоследствии, когда боевые действия приобрели позиционный характер, танки участия в боях почти не принимали.

### Советско-японская война, 1945 год
В ходе наступления Красной Армии в Маньчжурии в августе 1945 года многочисленные японские танки фактически никак себя не проявили и большей частью были захвачены советскими войсками прямо в парках. Принять участие в активных боевых действиях довелось лишь 25 «Ха-Го» 11-го танкового полка, располагавшегося на островах Шумшу и Парамушир Курильской гряды.

### Послевоенное использование

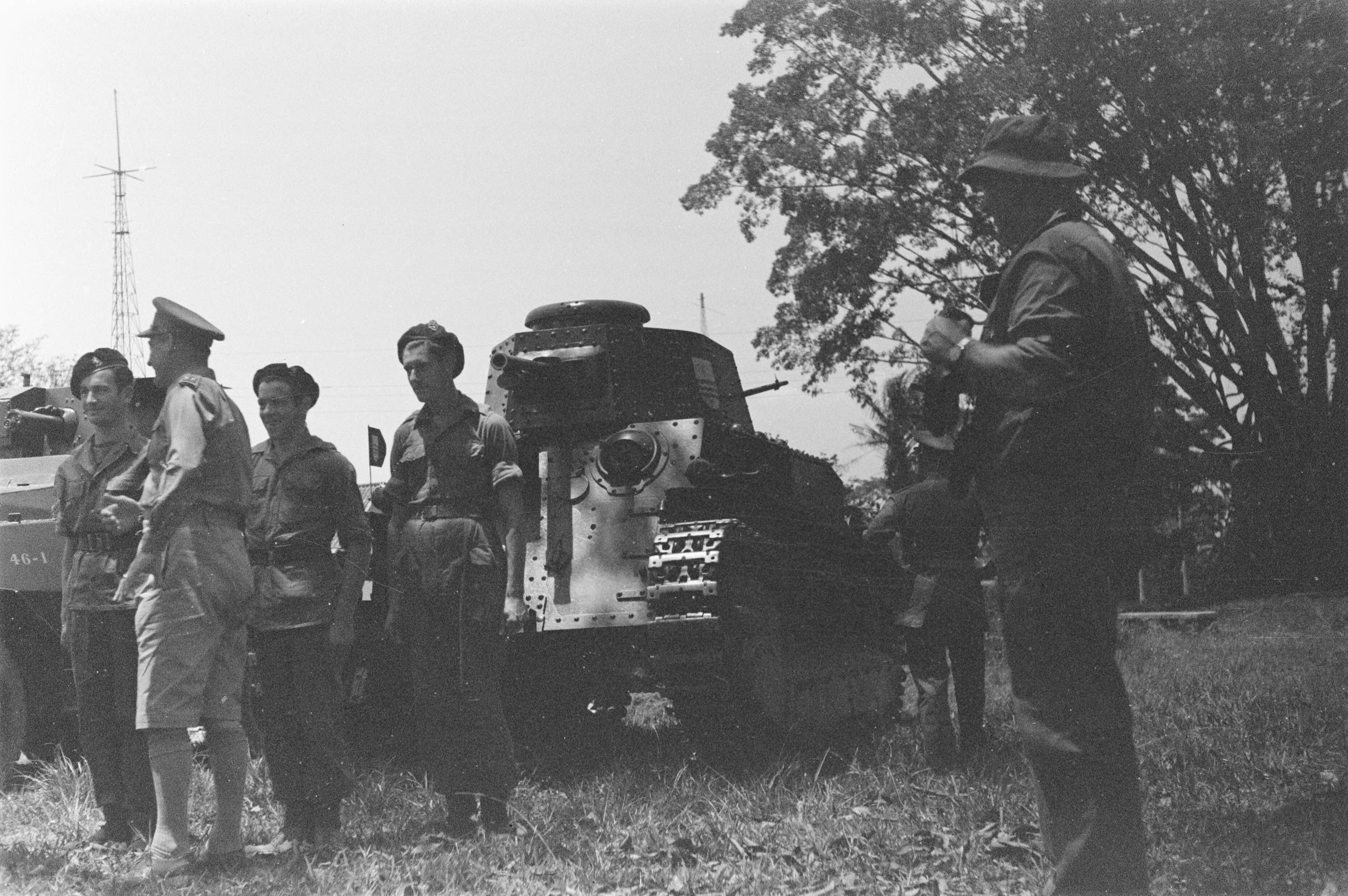
Танк Ха-Го в голландской армии, Индонезия, сентябрь 1946 г.

Большая часть захваченных советскими войсками в Маньчжурии японских танков, в том числе «Ха-Го», были переданы Народно-освободительной армии Китая, в составе которой они приняли участие в Третьей гражданской войне в Китае. С другой стороны, не меньшее количество танков, захваченных американцами, было передано армии Чан Кайши. Кроме этого, небольшое количество захваченных в Бирме «Ха-Го» использовалось впоследствии французскими войсками в Индокитае, а также голландскими в Индонезии.
В самой Японии сохранившиеся танки оставались на вооружении до 1960-х годов, выполняя, впрочем, скорее роль учебных машин.

## Оценка машины

### Конструкция
«Ха-Го» был довольно типичным лёгким танком для середины 1930-х годов, хотя и был заметно легче кавалерийских танков других стран. Вполне типичен он был и для японской школы танкостроения времён Второй мировой. «Ха-Го», как и большинство японских танков, отличались простотой в изготовлении, освоении и ремонте, заслужив репутацию надёжной и неприхотливой машины. Однако простота конструкции, во многом обеспечивавшая их надёжность, во многом доходила до примитивности.
Всё наблюдение за полем боя осуществлялось исключительно через смотровые щели, какие-либо иные приборы наблюдения отсутствовали. Неудовлетворительным был обзор, особенно механика-водителя, поле зрения которого при закрытом лючке ограничивалось узким сектором спереди, так что ему приходилось полагаться в основном на указания командира. При этом открытые и довольно широкие смотровые щели часто становились причиной поражения экипажа свинцовыми брызгами и даже случайными пулями. Обилие лючков и съёмные броневые детали облегчали обслуживание и ремонт танка, но снижали и без того невысокую бронестойкость корпуса и башни, а заклёпки и болты часто становились дополнительными поражающими элементами при попаданиях снарядов. Отсутствовала эффективная защита экипажа от рикошетирующих пуль и осколков.
Неудачной оказалась и разнесённая установка в башне пушки и пулемёта, что затрудняло и без того непростую работу в ней командира, вынужденного заниматься ещё и обслуживанием пушки. Отсутствие в большинстве танков радиостанций сильно осложняло действия даже небольших подразделений.

### Боевое применение
Главной бедой «Ха-Го» стало слабое бронирование, обеспечивавшее полноценную защиту только от пуль винтовочного калибра, тогда как даже 12,7-мм пулемёт Браунинг M2 пробивал его бронебойной пулей с дистанции 500 м. Слабость броневой защиты танка привела к тому, что успешность применения «Ха-Го» чаще всего определялась наличием у противника противотанковых средств. Второй бедой танка было недостаточное вооружение, уступавшее к началу войны даже пушкам аналогичного калибра танков противника, и почти бесполезное против 45-миллиметровой наклонной лобовой брони «Стюартов», не говоря уже о «Шерманах».
В роли пехотного танка, а точнее (из-за своего бронирования), скорее лёгкой полевой пушки на самоходном шасси, «Ха-Го» использовался с несколько бо́льшим успехом, но осколочно-фугасный 37-миллиметровый снаряд, несмотря на мощное для своего калибра фугасное действие, всё же был недостаточен даже для борьбы с полевыми укреплениями.
В первой половине войны главной опасностью для «Ха-Го» была американская противотанковая пушка M3, а также её танковый вариант, ставшие основной причиной потерь танков японцами. С 1943 к ним прибавился огонь 75-мм танковых пушек «Шерманов», а с 1944 и потери от огня РПГ «Базука».
Пока лучшим танком союзников на Тихом Океане оставались M3 «Стюарт», «Ха-Го» ещё могли с ними хоть как-то бороться, хотя американский танк имел значительно лучшее бронирование, хорошо защищавшее от огня слабых пушек японцев. Но появившиеся в 1943 году новые танки M4 «Шерман» оказались практически неуязвимы для орудий «Ха-Го», даже на предельно малых дистанциях.

### Аналоги
Ко времени своего создания «Ха-Го» находился примерно на уровне танков других стран в своём классе, таких как PzKpfw II или британских крейсерских танков, пусть и несколько уступая последним в вооружении, но уже к концу 1930-х лёгкие танки значительно выросли в массе, превосходя «Ха-Го» в вооружении, а зачастую и в бронировании, которое у американских M2 и M3 «Стюарт» способно было защитить даже от малокалиберных снарядов.

## Сохранившиеся экземпляры

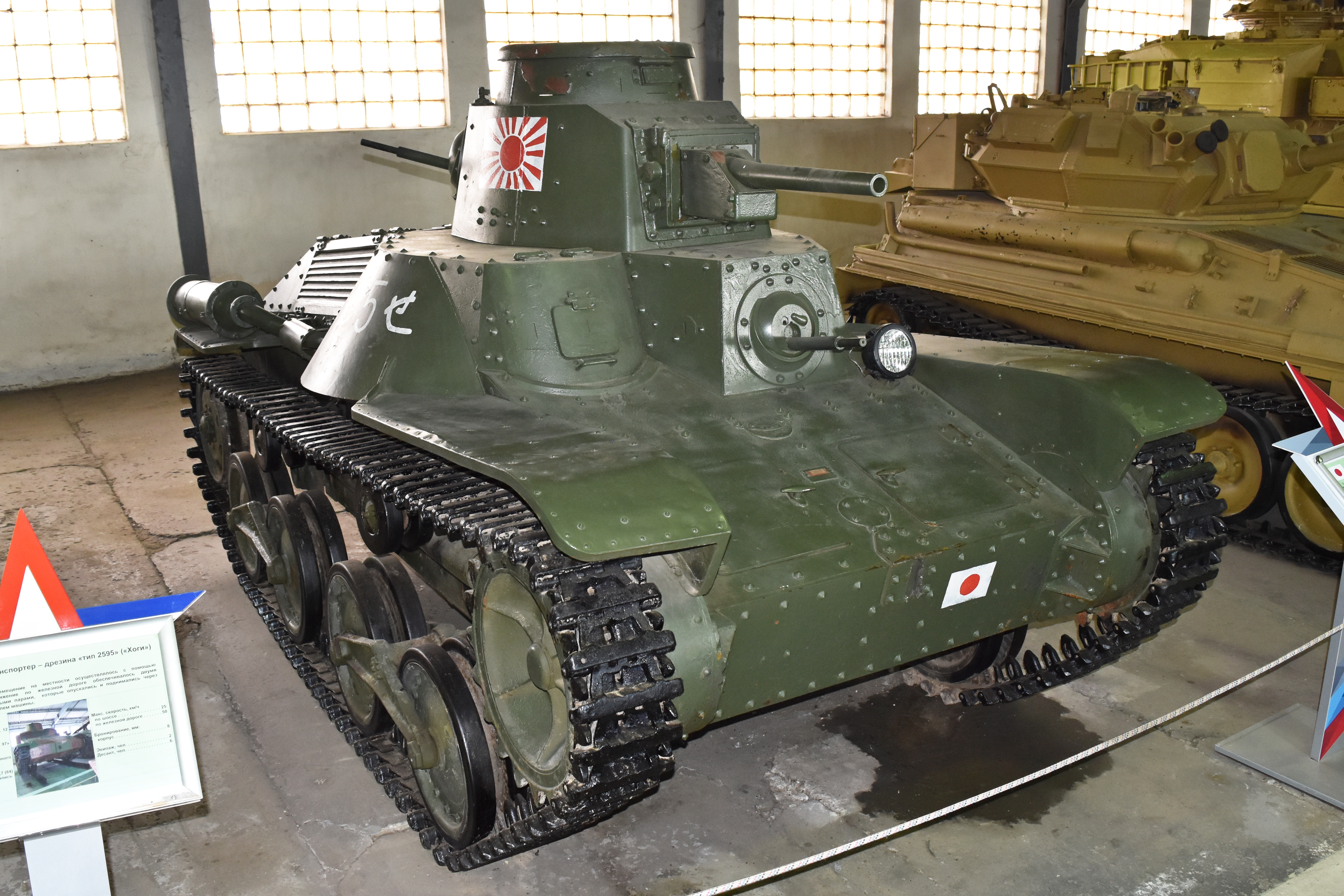
Восстановленный «Ха-Го» в Бронетанковом музее в Кубинке

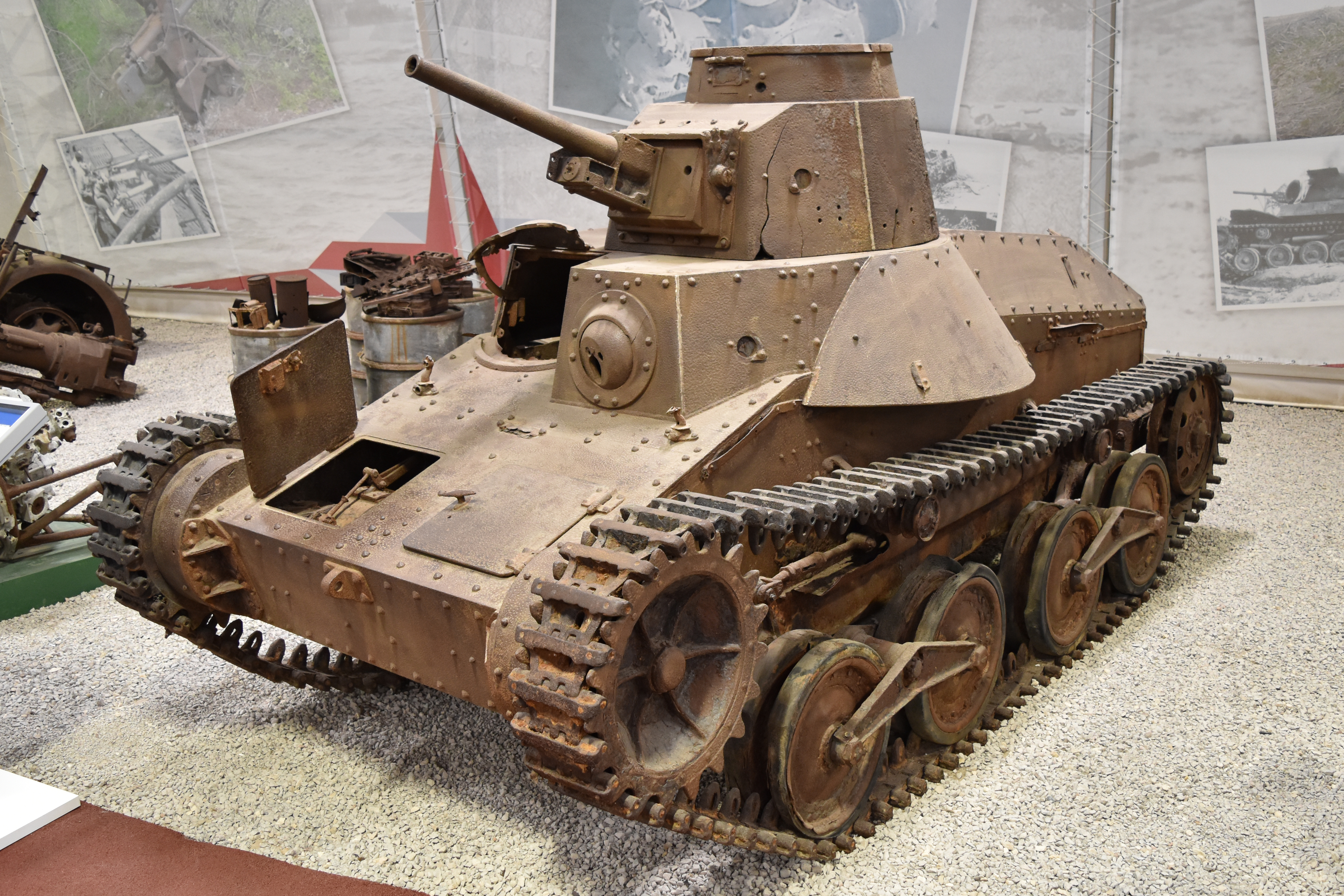
Не восстановленный «Ха-Го» в Бронетанковом музее в Кубинке

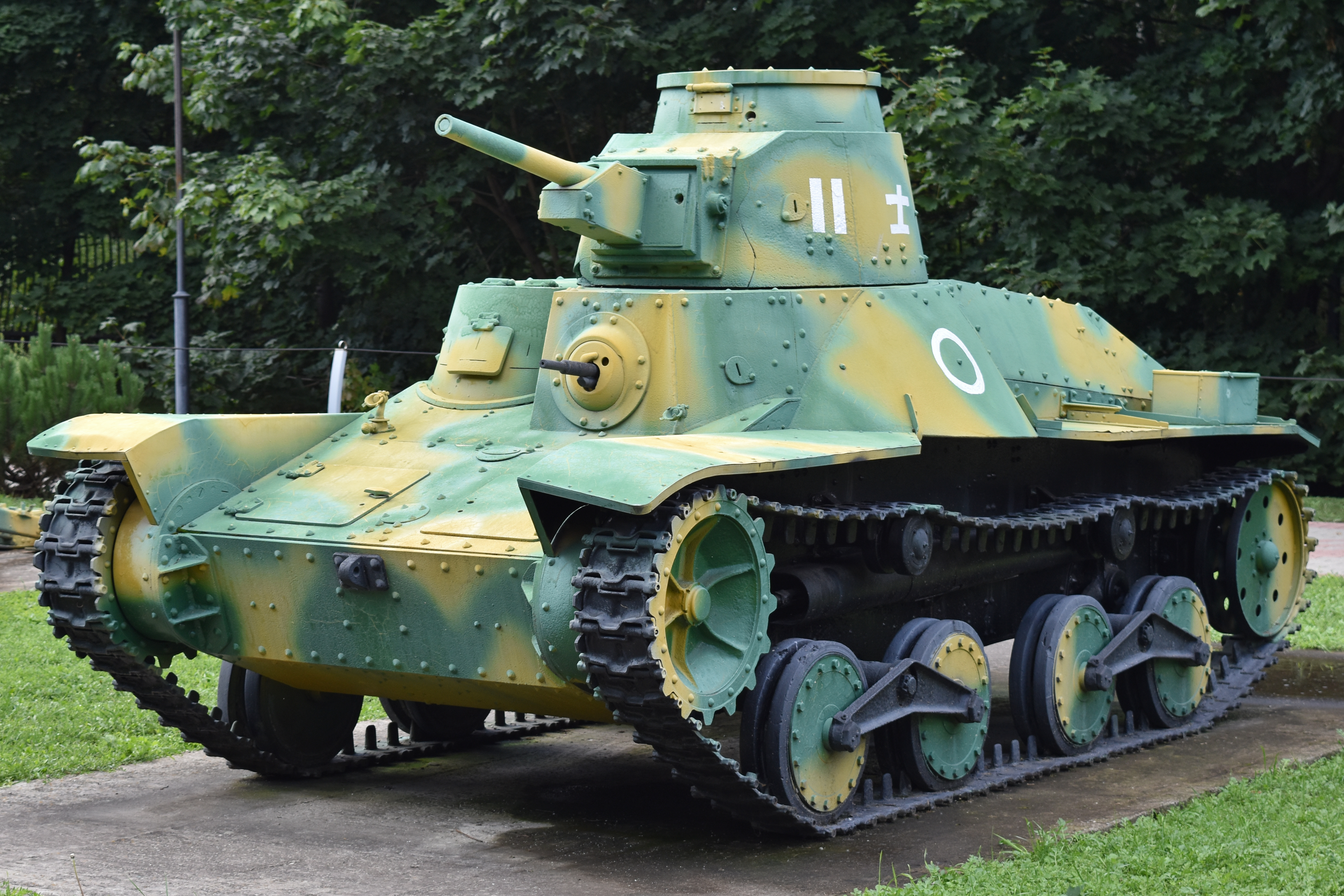
«Ха-Го» в Музее Победы

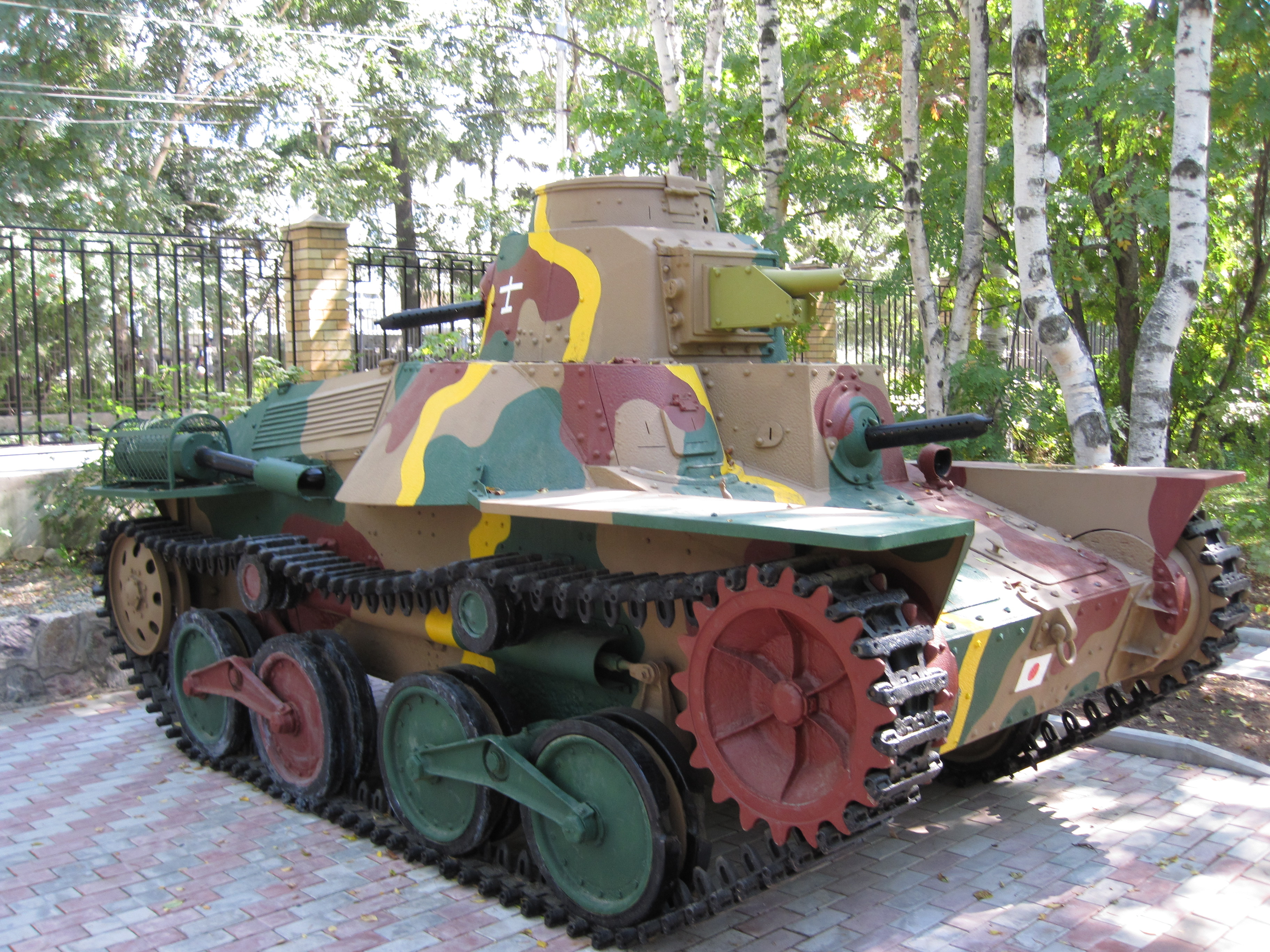
«Ха-Го» на территории Сахалинского государственного краеведческого музея

По состоянию на 2022 год в музеях сохранилось около двух десятков танков «Ха-Го»
- Россия:
  - Сахалинский государственный областной краеведческий музей, Южно-Сахалинск — привезен с острова Шумшу в 2010, восстановлен[11].
  - Парк «Патриот» в подмосковной Кубинке — привезен из Харбина после войны, восстановлен.
  - Парк «Патриот» в подмосковной Кубинке — привезен с острова Шумшу в 2015. Не был восстановлен, но в общем имеет цельный вид.
  - Парк «Патриот» в подмосковной Кубинке — также в этом музее есть экспонат, в котором корпусу танка «Ха-Го» (привезенного с острова Шумшу в 1990х и у которого отсутствовала башня) добавили башню с танка «Чи-Ха» и экспонируют под видом танка «Ке-Ну» (что является технически достоверной заменой, хотя лишенной оригинальности. Получившаяся модель имеет несколько отличий от оригинального серийного производства «Ке-Ну»).
  - Государственный военно-технический музей, Московская область — корпус танка привезен с острова Шумшу в 2010, восстановлен до ходового состояния[12].
  - Музей техники Вадима Задорожного, Московская область — танк привезен с Курил и восстановлен.
  - Музей Победы, Москва — отреставрированный «Ха-Го» (привезен с острова Шумшу в 1990х).
  - Музей Победы, Москва — также в этом музее есть экспонат, в котором корпусу танка «Ха-Го» (привезенного с острова Шумшу в 2010 и у которого отсутствовала башня) добавили самодельную башню и экспонируют под видом танка «Ке-Ну» (что является технически достоверной заменой, хотя существенно лишенной оригинальности)[13].
  - Музейный комплекс УГМК, Верхняя Пышма — отреставрированный «Ха-Го» появился в музее в 2021 году (скорее всего привезен с Шумшу)
  - Остров Шумшу, Курильские острова — как минимум один «Ха-Го» на 2021 год оставался лежать на месте боёв на острове Шумшу и был заснят «Седьмой военно-исторической экспедицией на Шумшу». Танк в значительной степени размародёрен, остался один корпус. Все оставшиеся танки на Шумшу номинально приписаны к Северо-Курильскому краеведческому музею, в действительности же они гниют в поле и постепенно разрушаются.
  - Остров Уруп, Курильские острова — на острове находился как минимум один разбитый «Ха-Го» на 2021 год.

- США:
  - Музей Абердинского полигона.
  - Музей форта Де-Рюсси в Гонолулу.
  - Музей Паттона в Форт-Ноксе.
  - Музей Национальной гвардии США в Клакамасе (2 «Ха-Го»).
  - Музей морской авиации в Квентико.
  - Исторический парк Нимица во Фредериксберге.
- Япония — «Ха-Го» возле управления полиции в Токио.
- Япония — «Ха-Го» восстановленный до ходового состояния польскими реставраторами. Принадлежит частному коллекционеру.
- Великобритания — «Ха-Го» в танковом музее в Бовингтоне.
- Австралия — «Ха-Го» в Мельбурнском танковом музее.
- Таиланд — «Ха-Го» возле Министерства Обороны Таиланда в Бангкоке.

Помимо этого, сохранилось несколько десятков, в основном повреждённых в боях, «Ха-Го» на островах Тихого океана: Понпей, Пелелиу, Бабелдаоб и Чуук Республики Палау, атолле Тарава, островах Гуам, Сайпан, Уэйк и Новой Гвинее, а также острове Кар-Никобар в Индийском океане.